# Esmee Vermeulen
Esmee Vermeulen (Zaandam, 21 april 1996) is een Nederlandse zwemster. Haar jongere zus Tessa is eveneens zwemster.

## Carrière
Op haar eerste NK bij de senioren, in 2010 in Amsterdam, werd Vermeulen, op de 400 meter vrije slag, direct voor de eerste keer Nederlands kampioene. 
Op de Europese jeugdkampioenschappen zwemmen 2011 in Belgrado veroverde de Nederlandse de zilveren medaille op de 800 meter vrije slag en de bronzen medaille op de 200 meter vrije slag, daarnaast eindigde ze als zesde op de 400 meter vrije slag. Bij haar internationale debuut, op de Europese kampioenschappen kortebaanzwemmen 2011 in Szczecin strandde Vermeulen in de series van zowel de 200 als de 400 meter vrije slag.
Op de Europese jeugdkampioenschappen zwemmen 2012 in Antwerpen eindigde de Nederlandse als zevende op de 200 meter vrije slag en als dertiende op de 800 meter vrije slag. Op de 4x100 meter vrije slag legde ze samen met Amy de Langen, Denise van Ark en Rosa Veerman beslag op de bronzen medaille.
Tijdens de wereldkampioenschappen zwemmen 2013 in Barcelona zwom Vermeulen samen met Inge Dekker, Femke Heemskerk en Elise Bouwens in de series, in de finale veroverden Bouwens, Heemskerk en Dekker samen met Ranomi Kromowidjojo de bronzen medaille. Voor haar inspanningen in de series ontving Vermeulen eveneens de bronzen medaille.
In Berlijn nam de Nederlandse deel aan de Europese kampioenschappen zwemmen 2014. Op dit toernooi werd ze uitgeschakeld in de halve finales van de 200 meter vrije slag en in de series van zowel de 100 als de 400 meter vrije slag. Op de 4x100 meter vrije slag legde ze samen met Inge Dekker, Maud van der Meer en Femke Heemskerk beslag op de zilveren medaille. Op de wereldkampioenschappen kortebaanzwemmen 2014 in Doha zwom Vermeulen samen met Ranomi Kromowidjojo, Maud van der Meer en Inge Dekker in de series van de 4x50 meter vrije slag, in de finale sleepten Dekker, Van der Meer en Kromowidjojo samen met Femke Heemskerk de wereldtitel in de wacht. Op de 4x100 meter vrije slag zwom ze samen met Maud van der Meer, Rieneke Terink en Femke Heemskerk in de series, in de finale veroverden Van der Meer en Heemskerk samen met Inge Dekker en Ranomi Kromowidjojo de gouden medaille. Samen met Inge Dekker, Sharon van Rouwendaal en Femke Heemskerk zwom ze in de series van de 4x200 meter vrije slag, in de finale legden Dekker, Heemskerk en Van Rouwendaal samen met Ranomi Kromowidjojo beslag op de wereldtitel. Voor haar aandeel in de series van alle estafettes werd Vermeulen beloond met drie gouden medailles.

## Resultaten

### Internationale toernooien
| Jaar | Olympische Spelen     | WK langebaan                                       | WK kortebaan | EK langebaan                                                                          | EK kortebaan                            |
| ---- | --------------------- | -------------------------------------------------- | --- | ------------------------------------------------------------------------------------- | --------------------------------------- |
| 2011 |                       | geen deelname                                      | |                                                                                       | 38e 200m vrije slag 37e 400m vrije slag |
| 2012 | geen deelname         |                                                    | geen deelname | geen deelname                                                                         | geen deelname                           |
| 2013 |                       | 4x100m vrije slag · Vermeulen zwom enkel de series | |                                                                                       | geen deelname                           |
| 2014 |                       |                                                    | 4x50m vrije slag · Vermeulen zwom enkel de series · 4x100m vrije slag · Vermeulen zwom enkel de series · 4x200m vrije slag · Vermeulen zwom enkel de series | serie 100m vrije slag · 10e 200m vrije slag · 18e 400m vrije slag · 4x100m vrije slag |                                         |
| 2015 |                       | geen deelname                                      | |                                                                                       | geen deelname                           |
| 2016 | 14e 4x200m vrije slag |                                                    | geen deelname | 11e 200m vrije slag · 28e 400m vrije slag · 4x200m vrije slag                         |                                         |
| 2017 |                       | 7e 4x200m vrije slag                               | |                                                                                       | geen deelname                           |
| 2018 |                       |                                                    | 11-16 december | 6e 4x200m vrije slag · 10 km open water · 7e 25 km open water · Landenwedstrijd       |                                         |

### Nederlandse kampioenschappen zwemmen
| Jaar | NK langebaan                                                                | NK kortebaan                                                                |
| ---- | --------------------------------------------------------------------------- | --------------------------------------------------------------------------- |
| 2010 | geen deelname                                                               | 8e 100m vrije slag · 7e 200m vrije slag · 400m vrije slag                   |
| 2011 | 8e 100m vrije slag · 400m vrije slag · 800m vrije slag · 7e 200m wisselslag | 17e 200m vrije slag 19e 400m vrije slag                                     |
| 2012 | 5e 100m vrije slag · 400m vrije slag · 800m vrije slag                      | 8e 100m vrije slag · 400m vrije slag · 800m vrije slag                      |
| 2013 | 9e 50m vrije slag · 5e 100m vrije slag · 800m vrije slag                    | 8e 100m vrije slag · 400m vrije slag · 800m vrije slag · 6e 200m wisselslag |

## Persoonlijke records
Bijgewerkt tot en met 12 december 2015
Kortebaan
| Afstand         | Tijd    | Datum            | Plaats          |
| --------------- | ------- | ---------------- | --------------- |
| 050m vrije slag | 25,09   | 7 december 2014  | Doha            |
| 100m vrije slag | 53,94   | 8 november 2014  | Tilburg         |
| 200m vrije slag | 1.56,33 | 21 december 2017 | Hoofddorp       |
| 400m vrije slag | 4.06,47 | 20 december 2014 | Sint-Petersburg |
| 800m vrije slag | 8.32,77 | 22 december 2017 | Hoofddorp       |

Langebaan
| Afstand         | Tijd    | Datum            | Plaats    |
| --------------- | ------- | ---------------- | --------- |
| 050m vrije slag | 25,25   | 2 april 2015     | Eindhoven |
| 100m vrije slag | 54,92   | 12 juli 2015     | Alkmaar   |
| 200m vrije slag | 1.57,93 | 8 april 2016     | Eindhoven |
| 400m vrije slag | 4.11,59 | 17 december 2016 | Amsterdam |
| 800m vrije slag | 8.43,56 | 6 juli 2011      | Belgrado  |